# سی‌اف‌ای‌وی فایربرد (وای‌تی‌آر ۵۶۱)
سی‌اف‌ای‌وی فایربرد (وای‌تی‌آر ۵۶۱) (به انگلیسی: CFAV Firebird (YTR 561)) یک کشتی آتش نشانی است که طول آن ۲۳٫۱ متر (۷۵ فوت ۹ اینچ) می‌باشد. این کشتی در سال ۱۹۷۸ ساخته شد.